# Вентцель, Надежда Константиновна
Надежда Константиновна Вентцель (18 [31] октября 1900, Москва — 5 сентября 1998, Москва) — советский скульптор. Работала в станковой и монументально-декоративной скульптуре. Автор моделей для каслинского художественного литья, гжельского и дулёвского фарфоровых заводов. Работала в творческом тандеме со скульптором Л. И. Ефимовой (Шулик).

## Биография
Надежда Вентцель родилась 18 (31) октября 1900 года в Москве в семье педагога Константина Николаевича Вентцеля и его жены Софьи Александровны (внучки скульптора П. К. Клодта). Начала учёбу в Московский университет, но вскоре оставила её и начала серьёзно заниматься рисунком. Чтобы помочь семье подрабатывала, изготавливая плакаты и беря заказы на декоративное оформление гербариев. В 1924—1925 годах училась в студии К. Ф. Юона в Москве, в 1926—1930 годах — в Одесском художественном институте. В 1928 году приняла участие во 2-й Всеукраинской выставке Наркомпроса УССР в Одессе. В 1928—1930 годах была членом Ассоциации художников Красной Украины.
В 1934 году Н. К. Вентцель вместе с Н. Г. Зеленской работала в студии скульптора О. В. Квинихидзе. По воспоминаниям Н. К. Вентцель, это были своего рода курсы повышения квалификации молодых скульпторов. Руководителем трёх женщин-скульпторов была В. И. Мухина. Она приезжала в студию 1—2 раза в неделю, оценивала работы и давала замечания.
Н. К. Вентцель состояла членом Союза художников СССР и Московского Союза художников (1932).

## Творчество

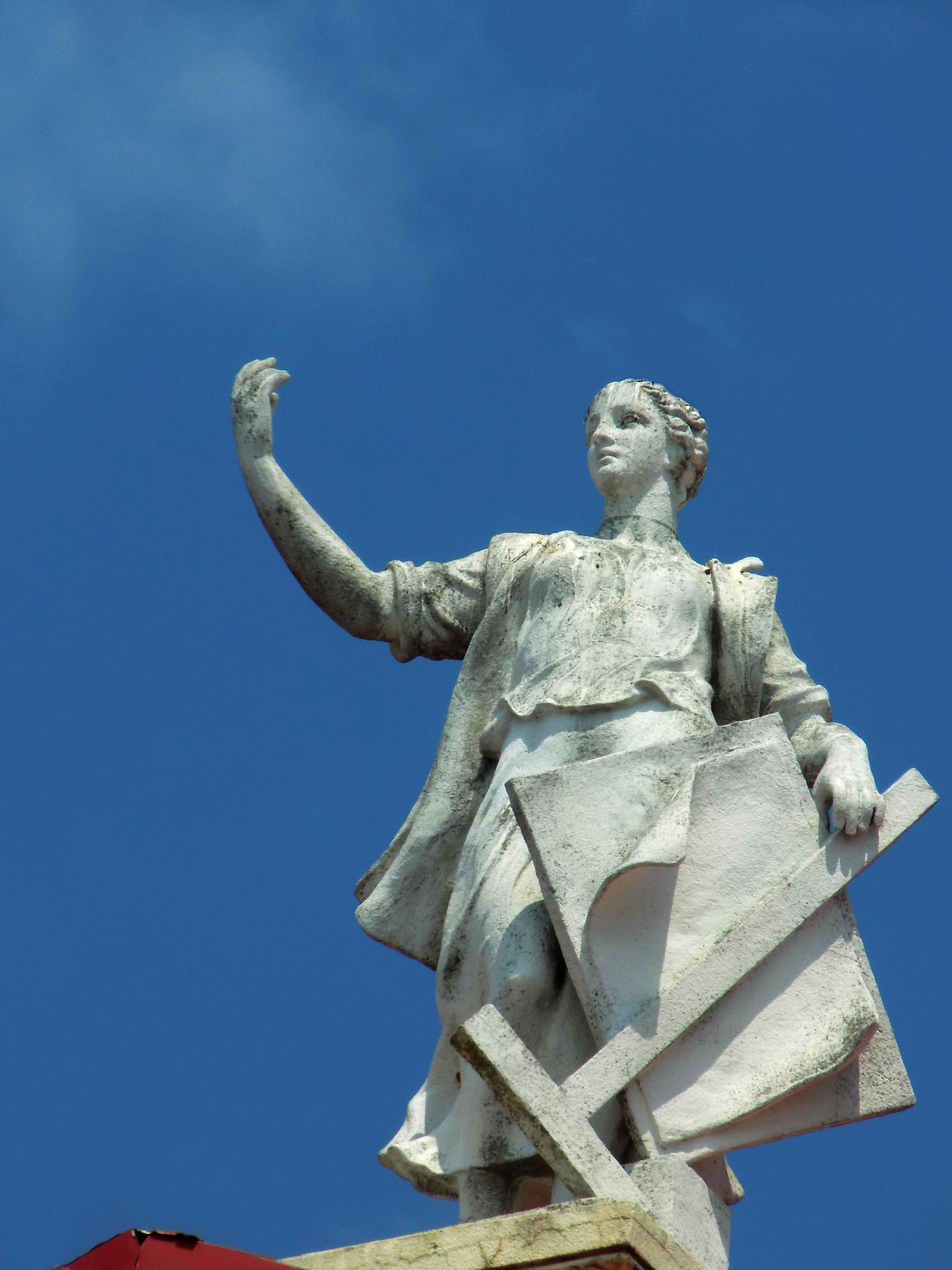
Скульптура «Зодчество» на фронтоне Зимнего театра в Сочи

Памятник А. С. Пушкину в Казани

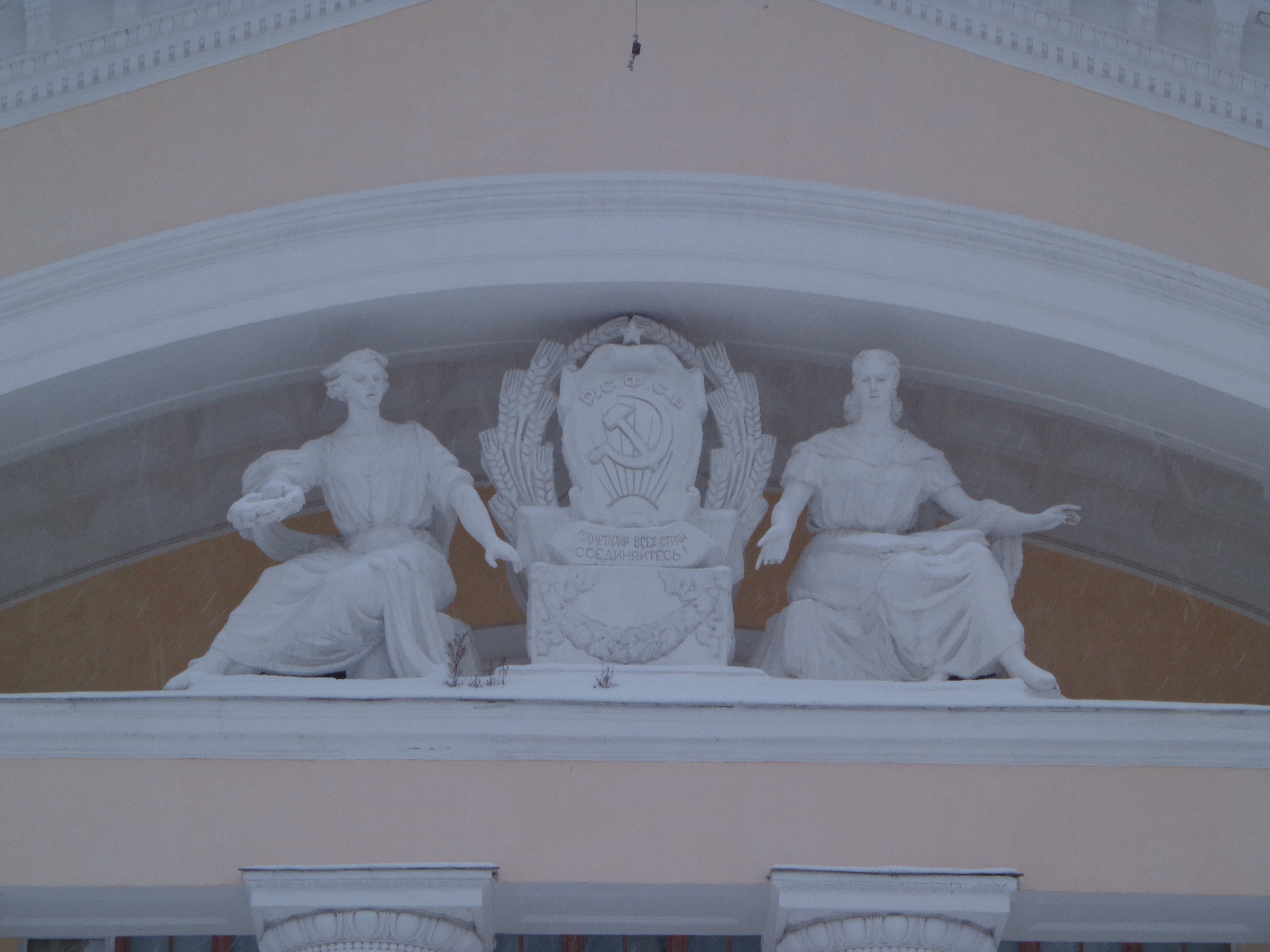
Скульптурная группа на фронтоне Калужского театра

Скульптура «Родина-мать» («Надгробие») на кладбище «Красная горка»

В начале 1930-х годов выполнила погрудный бюст государственного деятеля В. М. Молотова (ныне один из экземпляров находится в музее истории города Обнинска). В середине 1930-х годов Н. К. Вентцель выполнила скульптурную группу «Альпинисты» в характерной для того времени героико-романтической манере. На выставке московских скульпторов 1937 года она представила работу «Юный натуралист», изображающую мальчика с собакой. Эта работа была передана для отливки в чугуне на Каслинский чугунолитейный завод и в дальнейшем тиражировалась как кабинетная скульптура «Мальчик с собакой». В конце 1930-х годов на Каслинском заводе также отливалась скульптура Н. К. Вентцель «Готов к труду и обороне». В 1937 году по мотивам сказок А. С. Пушкина она выполнила камерную статуэтку «Столбовая дворянка», которая изготавливалась в керамике на Гжельском керамическом заводе. В числе других довоенных работ Н. К. Вентцель портрет акробата Кадора Бен-Салима (известен под названием «Негр», гипс, 1929), «Купающиеся дети» (гипс, 1938) и «Бег» (1938). Ещё одна её довоенная работа на тему счастливого детства «Юный геолог» экспонировалась на выставке Московского товарищества художников в 1942 году.
Со второй половины 1930-х годов Н. К. Вентцель привлекалась к оформлению значимых зданий и сооружений. В 1935 году она представила на московской осенней выставке живописи и скульптуры свою работу «Каменщик». Эта скульптура вместе с парной к ней фигурой «Плотник» работы Л. И. Ефимовой (Шулик) была принята госкомиссией под руководством архитектора И. Ф. Жолтовского для скульптурного оформления строящегося по его проекту в Сочи Дома Управления уполномоченного ВЦИК СССР (ныне Сочинский художественный музей имени Дмитрия Жилинского). В дальнейшем скульптуры «Каменщик» и «Плотник» тиражировались на изокомбинате «Всекохудожник» и использовались для оформления зданий в разных городах страны. В частности, они установлены над боковыми колоннами портика гостиницы «Смоленск» в Смоленске (1939, архитекторы Б. М. Великовский и И. А. Голосов). «Каменщик» также стоял на территории Центрального стадиона химиков в Москве. В 1936 году Н. К. Вентцель выполнила барельеф «Прыжки в воду» для бассейна Дома Красной армии в Минске.
В 1937 году Н. К. Вентцель принимала участие в скульптурном оформлении фронтона Зимнего театра в Сочи (архитектор К. Н. Чернопятов). Ей были выполнены две из трёх аллегорических фигур, украшающих фронтон театра: «Зодчество» («Архитектура») и «Ваяние» («Скульптура»). Третья скульптура «Живопись» была выполнена Л. И. Ефимовой (Шулик). В ряде публикаций скульптуры Сочинского театра ошибочно приписываются В. И. Мухиной. Эти скульптуры были изготовлены из гипса, пропитанного горячей оливой. В числе других монументально-декоративных работ Н. К. Вентцель скульптуры «Вершина взята» (цемент, 1935, Нальчик) и «Изобилие» (цемент, 1939, совместно с О. В. Квинихидзе, на фасаде жилого дома, Москва, Ленинский проспект, 22).
В начале 1940-х годов искусствоведы включали имя Н. К. Вентцель в один ряд с признанными скульпторами своего времени и положительно оценивали её творчество. После начала Великой Отечественной войны рисовала военно-патриотические плакаты и политические карикатуры. В 1942 году работала в сортировочном эвакуационном госпитале № 290, где с натуры лепила фигуры медиков за работой. Среди её работ того периода двухфигурная композиция «Медсёстры» («Кровь для фронта», гипс, 1942) и бюст военврача Л. Л. Туманюка (гипс, 1942). На выставке, посвящённой 25-летию Красной армии и Военно-морского флота, она представила бюст-портрет «Хирург перед операцией». Как отмечали в прессе, скульптор «раскрывает сущность этой суровой врачебной специальности, спасающей тысячи жизней наших бойцов». В 1943 году Дулёвский фарфоровый завод изготавливал авторскую композицию Н. К. Вентцель «Пионерка пишет письмо раненому бойцу». После возвращения В. И. Мухиной из эвакуации Н. К. Вентцель совместно с ней работала над проектом памятника героям Великой Отечественной войны, который требовался для съёмок на одной киностудии (он так и не был нигде установлен). В 1943 году вместе со вторым мужем, художником В. П. Ахметьевым, и скульптором В. И. Мухиной занималась оформлением станции «Семёновская» Московского метрополитена (гипсовые барельефы «Воины Советской Армии», 1943). В 1945 году на Всесоюзной художественной выставке представила гипсовую скульптуру «Конник».
В 1952 году к Н. К. Вентцель обратился автор проекта Татарского театра оперы и балета в Казани архитектор И. Г. Гайнутдинов, которому понравилась аллегорическая фигура «Ваяние» («Скульптура») на фронтоне Сочинского театра. Он предложил ей выполнить для казанского театра памятник А. С. Пушкину, а Л. И. Ефимовой (Шулик) — памятник Г. Тукаю. Оба памятника были выполнены в Москве в мастерских «Скульптурного комбината» и установлены в Казани в 1956 году. Также Н. К. Вентцель лепила горельеф для фронтона Татарского театра оперы и балета.
В 1957 году для фасада Калужского областного драматического театра Н. К. Вентцель выполнила скульптуру «Искусство народу» (цемент). Выполненная в 1956 году однофигурная скульптурная «Надгробие», изображающая скорбящую женщину, послужила основой для установленного в 1965 году на Передельцевском кладбище города Московский памятника Великой Отечественной войне «Родина-Мать» (бетон). Копия этой скульптуры установлена на кладбище «Красная горка» города Подольска.
Н. К. Вентцель выполнила станковые произведения «Краснодеревщик» (гипс, 1950), «Прядильщица» (гипс, 1964). Автор портретов чабана Н. Н. Ежова (гипс, 1952), профессора Н. А. Умова (мрамор, 1952, холл Физического факультета МГУ), академика В. Л. Комарова (бронза, 1952, Музей землеведения МГУ), прядильщицы С. А. Котовой (цемент, галька речная, 1956, Тверская областная картинная галерея), инженера П. Н. Горлова (Горловка), татарского поэта М. Джалиля (школа им. М. Джалиля, Казань) и другие. Сотрудничая с предприятиями Художественного фонда РСФСР, изготавливала небольшие барельефы Л. Н. Толстого и А. С. Пушкина, а также ряд монументальных работ: фигуру «Лыжник», двухфигурную композицию для фонтана «За мир», двухфигурную композицию «Материнство», проект памятника И. А. Крылову (гипс, 1953) и другие.
В последние годы жизни создала серию малоразмерных медальонов из серии «Поэты России»: «Пушкин», «Ахматова», «Гумилёв», «Пастернак». Выполнила надгробную стелу «Скорбящая женщина» на могиле сына Юрия на Митинском кладбище.
Умерла 5 сентября 1998 года. Похоронена рядом с сыном на Митинском кладбище (участок 66).

## Критика
Искусствовед А. Г. Ромм приводил работы Н. К. Вентцель в качестве плохого примера внешней «антиквизации»:
Самым ярким примером здесь служит «Каменщик» Вентцеля — причудливое сочетание «эллинизированной» головы и стилизованных волос с добросовестно сделанными неуклюжими складками штанов. Или же его «Фигура для фронтона», очень похожая на упадочные произведения французских салонных академиков 90-х годов.

## Семья
- Первый муж — Николай Михайлович Попов — фотокорреспондент[33]
  - Сын — Юрий Николаевич Вентцель (1936—1982) — драматический актёр, театральный художник[4]
  - Дочь — Татьяна Николаевна Вентцель (род. 1937) — реставратор по тканям[4]
- Второй муж — Владимир Петрович Ахметьев (1892—1959) — художник[34]